# Patrick Lacan
Pour les articles homonymes, voir Lacan.
 (octobre 2018).
Si vous disposez d'ouvrages ou d'articles de référence ou si vous connaissez des sites web de qualité traitant du thème abordé ici, merci de compléter l'article en donnant les références utiles à sa vérifiabilité et en les liant à la section « Notes et références ».
Patrick Lacan, né le 14 février 1969 à Rodez est un dessinateur et scénariste de bande dessinée français.

## Biographie
Patrick Lacan naît le 14 février 1969 à Rodez. Il est initié dès l'enfance à la bande dessiné franco-belge par son père, Pierre Lacan, qui a été représentant chez les éditions Dupuis et les éditions Fleurus, et fréquentait des auteurs,. Il s'oriente vers le métier d'infirmier qu'il exerce pendant plus de vingt ans avant de se consacrer à son activité artistique,.
Il débute dans la bande-dessinée en 2000 en publiant dans le journal de Spirou,, puis collabore à plusieurs magazines tels que Psikopat, Bakchich, Alters Echos, AAARG!, et à plusieurs collectifs. Dans ses projets personnels, il explore le récit d'anticipation avec des fables engagées comme Tristes utopiques (2007), Flocons de Béton (2014), Verts (2024), et le récit autobiographique avec Vous êtes en train de vous réveiller,.

## Ouvrages
- Tristes utopiques, La Boîte à bulles, 2007
- Amour et Désir, collectif, La Boîte à bulles, 2008
- The Beatles, collectif, Petit à Petit, 2008
- Contes et légendes du Moyen Âge, collectif, scénario Céka, éd. Petit à Petit, 2009
- Contes yiddish, collectif, scénario Thierry Lamy, éd. Petit à Petit, 2009
- Crème sol-air et autres missiles, édition La Chaise à Bascule, 2009
- Michael Jackson, collectif, scénario Céka, éd. Petit à Petit, 2009[7]
- Contes des Indes, collectif, scénario Eddy Simon, éd. Petit à Petit, 2009
- The Rolling Stones en bandes dessinées, collectif, scénario Céka, éd. Petit à Petit, 2010. Réédition en 2017 sous le titre The Rolling Stones en BD[8],[9]
- Polar Story, collectif, scénario Ed Chevais Deighton, édition Fugues en Bulles, 2010
- Les Excès de la traçabilité, scénario Petit Page, édition La Chaise à Bascule, 2010
- Contes inuits, collectif, scénario Lamy, éd. Petit à Petit, 2010
- Contes et légendes de la mythologie grecque, collectif, scénario Stéphane Nappez, éd. Petit à Petit, 2010
- Jimi Hendrix, collectif, scénario Oliv', éd. Petit à Petit, 2010
- Victor Hugo en BD, collectif, éd. Petit à Petit, 2011
- Brèves insolations, Éditions Poivre & Sel, 2011[10]
- The Beatles - De Sgt Pepper's à Let it be, collectif, éditions Fetjaine, 2012[11]
- Flocons de Béton (Éditions Objectif Mars) 2014
- Bascules (Éditions Objectif Mars) 2016
- Participation au collectif Egoscopic novembre 2018
- Verts, avec Marion Besançon (Éditions Rue de Sèvres) mai 2024.